# Peter Ptassek

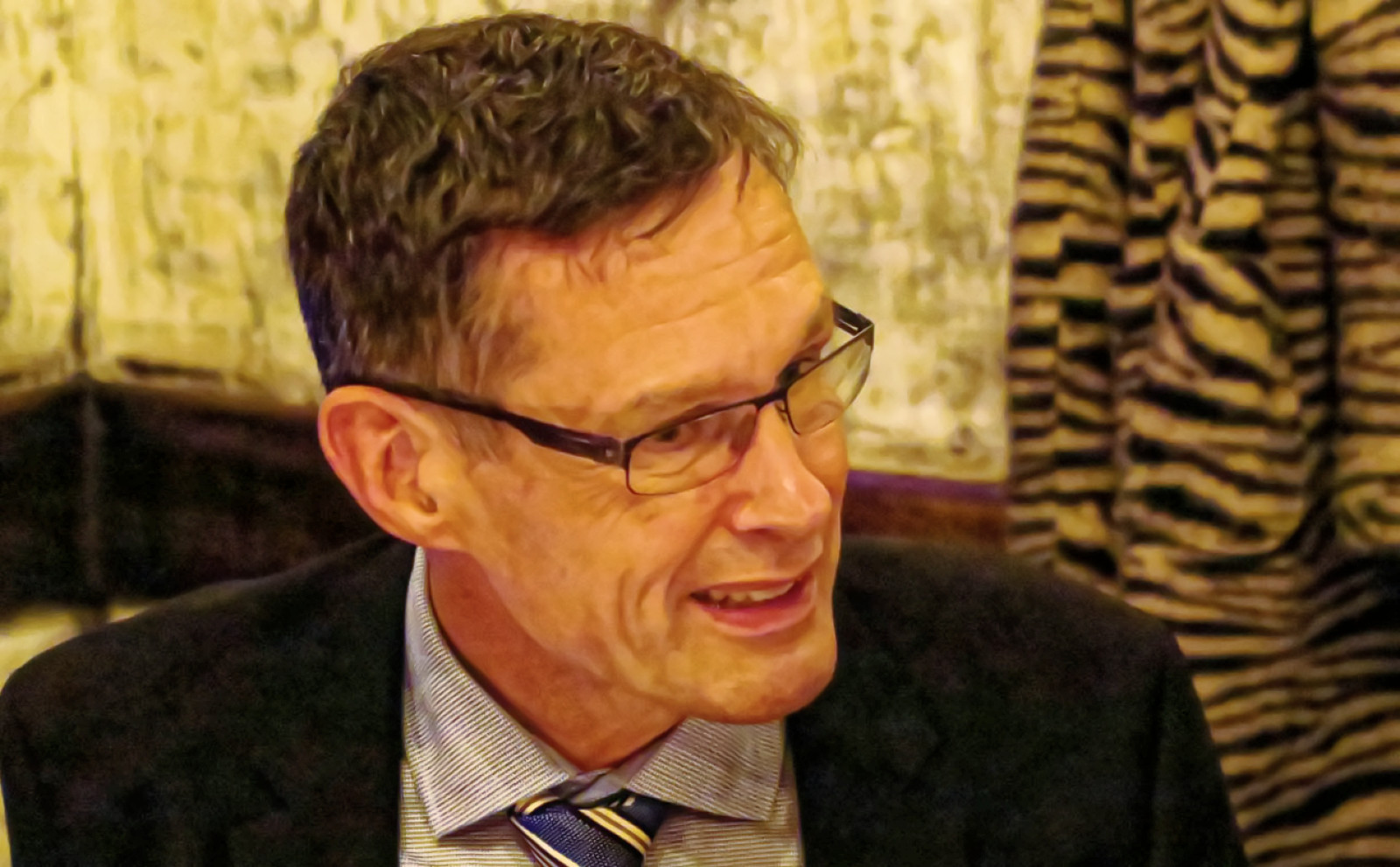
Peter Ptassek (2020)

Peter Ptassek (* 1. November 1961 in Gelsenkirchen) ist ein deutscher Diplomat. Er ist seit 2022 Beauftragter für Strategische Kommunikation im Auswärtigen Amt. Vorher war er von 2018 bis 2022 war er Botschafter in Kolumbien.

## Laufbahn
Peter Ptassek studierte nach dem Abitur Philosophie, Germanistik und Literaturwissenschaften und wurde 1993 in Philosophie promoviert.
1993 trat Peter Ptassek in den Auswärtigen Dienst ein. Erste Verwendungen führten ihn als Austauschbeamten an das französische Außenministerium in Paris und in die Auslandsabteilung des Bundespräsidialamts in Bonn. Von 1997 bis 2000 arbeitete er an der Botschaft Moskau (Russland), danach bis 2002 im Europa-Referat des Auswärtigen Amtes und von 2002 bis 2004 im Beraterstab des EU-Kommissionspräsidenten Romano Prodi in Brüssel.
Ab 2006 wirkte er als stellvertretender Referatsleiter für EU-Finanzen in der Europa-Abteilung des Auswärtigen Amtes, wechselte 2008 als ziviler Leiter des Provincial Reconstruction Teams nach Afghanistan und wurde 2009 Referatsleiter für EU-Finanzen, EU-Agrarpolitik und -Wirtschaftsfragen in der Europa-Abteilung. Von 2014 bis 2018 war er Beauftragter für Grundsatzfragen der EU und stellvertretender Leiter der Europa-Abteilung.
2018 wurde Ptassek zum Botschafter in Kolumbien ernannt und vertrat Deutschland dort bis zum Sommer 2022. Seine Nachfolgerin wurde Marian Schuegraf. Ptassek wechselte als Beauftragter für strategische Kommunikation ins Auswärtigen Amt.
Peter Ptassek ist verheiratet und hat vier Kinder.